# I Cavalieri dello zodiaco
I Cavalieri dello zodiaco (聖闘士星矢?, Seinto Seiya, lett. "Seiya il Santo") è una saga di anime e manga creata nel 1986 da Masami Kurumada, esordita con il manga Saint Seiya - I Cavalieri dello zodiaco di 28 volumi, a cui sono seguiti un primo adattamento animato per la TV, I Cavalieri dello zodiaco, di 114 episodi, prodotto da Toei Animation fra il 1986 e il 1989, quattro film d'animazione per il cinema, tre musical, numerosi videogiochi, modellini ed un'infinità di merchandising relativo soprattutto alla serie animata originale.

Logo originale della serie

Dal 2002 il marchio ha poi avuto un rilancio commerciale partito con il sequel animato I Cavalieri dello zodiaco - Saint Seiya - Hades (formato da 31 OAV riferito all'ultima saga del manga classico) e un quinto film di animazione, a cui sono seguiti le serie manga spinoff I Cavalieri dello zodiaco - Episode G (comprendente tre serie), The Lost Canvas (trasposta poi in anime da TMS) e il sequel diretto di Kurumada. Negli anni 2010 si è aggiunto alle opere manga derivate Saintia Sho (adattato in anime dallo studio  Gonzo), mentre dal lato animato Toei ha prodotto il sequel Saint Seiya Ω e il midquel Soul of Gold, oltre a un film remake in CGI. Negli anni 2020 è iniziata poi la pubblicazione dei manga Dark Wing, Rerise of Poseidon e Saint Mariya oltre che al fumetto franco-belga Time Odyssey e a un film in live action.
Sono stati inoltre pubblicati un romanzo in due volumi e una graphic novel, oltre a vari artbook e materiale accessorio.  

## Opere della saga
Il franchising de I Cavalieri dello zodiaco comprende varie opere a fumetti alcune delle quali adattate in cartoni animati per intero o solo parzialmente.

Copertina del primo volume del manga classico, edizione Star Comics.

### Manga
Il manga originale esordì nel 1985 sul settimanale Weekly Shōnen Jump della Shūeisha e venne pubblicato fino al 1990 e raccolto in formato tankōbon a partire dal 1986, per un totale di 109 capitoli (di cui uno speciale) divisi in 28 volumi suddivisi in tre macro capitoli: The Sanctuary (1-13) The Poseidon (14-18) e The Hades (18-28). Il manga di enorme successo ebbe varie ristampe in Giappone ed edizioni in formato aizoban, bunkoban e kanzenban e anche la versione "Remix" uscita in tre edizioni (2002, 2007 e 2012). In Italia è stato pubblicato negli anni novanta da Granata Press e poi dalla Star Comics all'inizio degli anni duemila; quest'ultima ha anche pubblicato nel 2008 l'edizione Perfect Edition, versione in lingua italiana della kanzenban giapponese, divisa in 22 volumi con numerose pagine a colori. Edizione ripubblicata anche nel 2020.

A partire dal 2021 viene pubblicata un'ulteriore edizione denominata Saint Seiya Final Edition, corredata dalle serie di capitoli speciali usciti fra il 2017 e il 2019 (intitolati rispettivamente Episode 0, Origin e Destiny), con testi aggiuntivi, riveduti e corretti, tavole più ampie. In Italia è stata pubblicata a partire dal 2022, sempre da parte di Star Comics.
A partire dal 2002 sono stati prodotti due manga come prequel di quello classico, ed uno come sequel, entrambi pubblicati dall'Akita Shoten. I primi due sono stati affidati da Kurumada a due giovani mangaka (rispettivamente nel 2002 e nel 2006), mentre il terzo è scritto e disegnato interamente da lui. La diversità di autori e i tempi di pubblicazione, hanno fatto sì che le varie opere presentino differenze fra di loro. Nel 2013 sono poi cominciate le pubblicazioni di Saint Seiya Ω (tratto dalla serie televisiva omonima) e Saintia Shō, a cui nel 2014 è seguito l'inizio della seconda serie di Episode G (denominata Episode G: Assassin) conclusasi nel 2019 e a cui poi ha fatto seguito una terza (Episode G: Requiem) entrambe ambientate nel futuro rispetto al manga originale. Negli anni successivi è poi iniziata (sempre da parte di Akita Shoten) la pubblicazione di tre nuovi manga: Dark Wing, Rerise of Poseidon e Saint Mariya

Copertina del primo numero de I Cavalieri dello zodiaco: Saintia Sho - Le Sacre Guerriere di Atena.

- I Cavalieri dello zodiaco - Episode G, di Megumu Okada e in corso dal 2002 sulla rivista mensile Champion Red (malgrado una lunga pausa durata dal 2009 al 2011, il fumetto termina nel 2012) e conta in totale 20 tankobon, più uno speciale Volume 0 che contiene una storia prequel e un'enciclopedia dedicata ai personaggi e ai luoghi apparsi nei primi 17 volumi (la cosiddetta Enciclopedia Galattica, in originale Galaxian Encyclopedia). Il manga si chiude con il volume 20 pubblicato in Giappone ad agosto del 2013. Ambientato nel 1979 (alcuni anni prima del classico), narra la battaglia dei Cavalieri d'oro apparsi nell'opera principale per contrastare il ritorno dei Titani e del loro re Crono. Il protagonista è il Cavaliere del Leone Aiolia.

In Italia è pubblicato dal 2005 dalla Planet Manga (divisione editoriale della Panini Comics), e ogni volume italiano (con l'eccezione del numero 0) corrisponde a metà di uno giapponese.
- - I Cavalieri dello zodiaco - Episode G: Assassin: seconda serie di Episode G che vede il Cavaliere Shura del Capricorno come protagonista coinvolto in una guerra contro i vari spadaccini protagonisti di racconti epici e mitologici. A causa di disordini nel flusso temporale, Shura avrà varie interazioni con le versioni invecchiate dei cinque protagonisti del manga di Kurumada, ora promossi a Cavalieri d'oro. A seguito della chiusura della rivista Champion Red Ichigo (dov'era pubblicata a cadenza bimestrale) il fumetto viene pubblicato a partire da ottobre 2014 fino al 2019 come web-megazine, e si è concluso con il volume 16.[3]
  - Saint Seiya - Episode G: Requiem: terza serie di Episode G, anch'essa pubblicata come web-magazine con cadenza mensile a partire da gennaio 2020. La serie è stata anticipata da un capitolo speciale rilasciato per celebrare il nuovo anno cinese.
- Saint Seiya - Next Dimension - Myth of Hades:sequel diretto di Masami Kurumada, presenta la particolarità di essere un manga pubblicato interamente a colori. Intreccia le nuove avventure dei protagonisti storici del XX secolo (Seiya, Shun, Shiryu, Hyoga, Ikki e Saori) alla vigilia della guerra contro gli dei dell'Olimpo, subito dopo la battaglia contro Ade, con le vicende della precedente battaglia fra Atena e Ade (XVIII secolo) tramite l'espediente dei viaggi nel tempo.
 Edito sulla rivista ammiraglia Weekly Shonen Champion, la pubblicazione è cominciata il 21 aprile 2006 con cadenza irregolare. In totale il manga è di 16 volumi.[4] La sua pubblicazione in Italia è edita da J-POP con la possibilità di scegliere fra due copertine: la normal e la black edition).[5]

- I Cavalieri dello zodiaco - The Lost Canvas - Il mito di Ade: ambientato nel XVIII secolo, narra la precedente battaglia fra gli eserciti di Atena e Ade. Scritto e disegnato da Shiori Teshirogi dal 24 agosto 2006 ad aprile 2011 su Weekly Shonen Champion con cadenza settimanale (più un capitolo speciale sulla rivista Princess Gold) per un totale di 25 tankobon (50 nell'edizione italiana a cura della Panini Comics, pubblicata da marzo 2008 a maggio 2012). Ha personaggi in comune con il nuovo manga di Kurumada Next Dimension, ma le due storie hanno uno svolgimento diverso.
  - I Cavalieri dello zodiaco - The Lost Canvas - Il mito di Ade - Extra: serie di 16 volumi speciali di cui i primi 14 dedicati ai dodici Cavalieri d'oro apparsi in The Lost Canvas e gli ultimi due al Grande Sacerdote Sage e al fratello Hakurei, pubblicata da maggio 2011 a maggio 2016 ed editi in Italia da Panini Comics. Il lancio della nuova serie è avvenuto sul Weekly Shonen Champion a maggio 2011, per poi spostarsi successivamente sul nuovo mensile Bessatsu Shonen Champion a partire dal mese di giugno 2012.
- Saint Seiya Ω è un manga inedito in Italia pubblicato dalla rivista Kerokero Ace della Kadokawa Shoten a partire dal 26 marzo 2013 come trasposizione cartacea dell'anime omonimo.[6] Disegnato da Bau, Volume unico, intitolato Saint Seiya Omega - Capitolo dei New Cloth, dopo il primo capitolo narrante gli avvenimenti iniziali del primo episodio della nuova serie animata, la storia riprende (seppur con qualche differenza) i primi episodi della battaglia contro la dea Pallas.
- I Cavalieri dello zodiaco: Saintia Sho - Le sacre guerriere di Atena è un manga pubblicato su Champion Red a partire dal 19 luglio 2013 in sostituzione di Episode G e pubblicato in Italia da Panini Comics. Di Masami Kurumada e disegnato da Chimaki Kuori ha come protagonista Sho di Equellus, una giovane facente parte delle Saintia, le ancelle-guerriere della Dea Atena. Le vicende del manga si sviluppano in parallelo a quelle dell'opera originale e vedono come nemica la dea della discordia Eris e le sue servitrici le Driadi. Il manga si è concluso con il volume 16.[7]
- Saint Seiya: Meiō Iden – Dark Wing: è un manga isekai del manga classico di Saint Seiya di Masami Kurumada, i cui autori sono Kenji Saitō e Shinshū Ueda e la cui serializzazione è iniziata nel 2020 sulla rivista mensile Champion Red. La storia segue Shōichiro, un normale ragazzo che dopo un incidente si risveglia in un altro mondo dove scopre di essere stato scelto per diventare uno dei 108 Spectres di Ade, uno dei tre Giudici degli Inferi, è dovrà combattere contro l'esercizio di Atena. Attualmente sono usciti 6 volumi in Giappone.
- Saint Seiya - Rerise of Poseidon: manga iniziato nel 2021 edito sulla rivista Champion RED, di Masami Kurumada e Suda Tsunakan. La storia verte sulla battaglia del dio Poseidon e i suoi 7 Generali Marini che sono ritornati in vita per affrontare la dea Nemesi e i suoi 7 guerrieri, la quale vuole distruggere la terra e il mare. Attualmente sono usciti 2 volumi in Giappone.
- Saint Seiya Then - Haikyo no hana: capitolo speciale scritto e illustrato da Kurumada, pubblicato sul 50° numero del 2024 della rivista Weekly Shōnen Champion di Akita Shoten. Si compone di otto pagine a colori e mostra alcuni avvenimenti accaduti dopo il finale di Next Dimension, in cui Saori recupera i ricordi che Apollo le aveva cancellato.[8]
- Saint Mariya: manga shojo iniziato nel 2025 di Masami Kurumada e Seira Shimotsuki. Una giovane e gentile studentessa del liceo Mariya Tachibana durante l'esibizione musicale di un arpista che le piace, assiste alla comparsa di un'entità malvagia. Mariya cerca di opporsi, invano, ma in suo aiuto arriva un'armatura familiare, quella di Pegaso. Da qui inizia la sua storia...

### Serie animate
- I Cavalieri dello zodiaco - serie televisiva di 114 episodi prodotta da Toei Animation andata in onda sul canale TV Asahi dal 1987 al 1990, resa celebre dal character design della coppia Shingō Araki e Michi Himeno e suddivisa in tre archi (Sanctuary, Asgard e Poseidon), successivmaente poi commercializzata fuori dal Giappone con successo[9]. Contemporaneamente alla serie animata vennero prodotti quattro film d'animazione.
- I Cavalieri dello zodiaco - Saint Seiya - Hades- Trilogia di serie OAV (sempre prodotta da Toei) che adatta in animazione gli ultimi dieci volumi del manga che vede i protagonisti combattere contro il re del mondo dei morti Ade (la serie animata si fermava alla battaglia contro il dio dei mari Poseidone). La produzione iniziò 2002 con il capitolo Santuario ("Chapter Sanctuary", 13 episodi), seguita poi fra il 2005 e il 2006 dall'arco Inferno ("Meikai-Hen", altri 13 episodi) e conclusasi poi nel 2008 con lElisio ("Elysion", 6 episodi]).
- I Cavalieri dello zodiaco - The Lost Canvas - la leggenda del re degli inferi: adattamento incompiuto di solo una parte (circa metà) del manga di Shiori Teshirogi (dal capitolo 1 fino al capitolo 95), prodotto dalla Tokyo Movie Shinsha (o TMS) in due stagioni di OAV di 13 episodi ciascuna (per un totale di 26 episodi), commercializzate sia in DVD sia Blu-Ray (la prima da giugno 2009 ad aprile 2010, mentre la seconda da febbraio a luglio 2011).[10]
- Saint Seiya Ω: serie d'animazione televisiva prodotta dalla Toei Animation in due stagioni col character design di Yoshihiko Umakoshi e la sceneggiatura di Reiko Yoshida per la prima stagione, poi sostituiti rispettivamente da Keiichi Ichikawa e Yoshimi Narita, in onda dal 1º aprile 2012 al 30 marzo 2014 su TV Asahi per un totale di 97 episodi. Sequel della serie animata del 1987 e degli OAV della saga di Hades, narra la storia di Kouga (il nuovo Saint di Pegasus e figlio adottivo di Saori, protagonista femminile dell'anime classico) e della battaglia dei Saint di Atena contro il dio Mars e i suoi guerrieri Martian. La serie è cronologicamente ambientata nel futuro della serie animata degli anni '80, cioè oltre 13 anni dopo la battaglia contro Ade. Una seconda stagione è incominciata nell'aprile 2013, ambientata poco tempo dopo la battaglia finale della prima stagione, la nemica di turno è Pallas una dea che sin dai tempi del mito è legata ad Atena (verso cui però prova dell'odio) aiutata dai suoi guerrieri Pallasite divisi in tre gradi (primo, secondo e terzo) specularmente ai Saint con la loro suddivisione in Gold, Silver e Bronze, ma in realtà controllati dal dio del tempo Saturno.
- I Cavalieri dello zodiaco - Saint Seiya: Soul of Gold (聖闘士星矢黄金魂-soul of gold?, Seinto Seiya souru obu gōrudo): prima serie di ONA del franchising per un totale di 13 episodi, annunciata nell'autunno del 2014 dalla Toei, con protagonisti i Cavalieri d'Oro della prima serie.[11] La serie è trasmessa in simulcast mondiale sulla piattaforma web DAISUKI.net e sottotitolata in varie lingue (fra cui l'italiano) dal mese di aprile 2015.[12] La serie si svolge durante la battaglia dei cinque Bronze Saint contro il dio Ade ricollegandosi agli eventi dell'arco di Asgard, anche se con alcune forzature temporali.
- I Cavalieri dello zodiaco: Saintia Sho - Le sacre guerriere di Atena (聖闘士星矢・Saintia翔?, Seinto Seiya - Seintia Shō): un adattamento ONA di soli 10 episodi(che adatta in animazione solo i primi 6 volumi del manga di Saintia Sho, quindi è un anime incompiuto), realizzato dallo studio d'animazione Gonzo in collaborazione con Toei Animation e diretto da Masato Tamagawa, viene trasmesso dal 10 dicembre 2018. L'anime viene trasmesso in simulcast tramite la piattaforma Crunchyroll.
- Saint Seiya - I Cavalieri dello zodiaco (聖闘士星矢: Knights of the Zodiac?, Seinto Seiya: Knights of the Zodiac): remake 2019 original Netflix in 3D CG della prima storica serie basata sul famoso manga di Saint Seiya di Masami Kurumada, la prima stagione in 12 episodi che ripercorrono le gesta iniziali dei protagonisti sino alla parte con i Silver Saint. Toei Animation, che già detiene i diritti delle serie originali, si occuperà della produzione, ed è distribuito al livello internazionale da Netflix, mentre il cast creativo include il regista Yoshiharu Ashino, il character design Terumi Nishi e lo story editor Eugene Son.[13]
La seconda stagione  dal titolo  Saint Seiya Knight of the Zodiac Battle for Sanctuary è stata distribuita  da Crunchyroll a livello internazionale, suddivisa anch'essa in due parti di dodici episodi ciascuna: la prima nel 2022 e la seconda nel 2024, per trentasei episodi totali.[14]

## Personaggi principali
Segue qui un elenco dei personaggi principali delle varie serie del franchising dei Cavalieri, comprendente protagonisti e antagonisti principali, divisi per serie. Nel caso di alcuni personaggi viene riportato anche il nome dato nell'adattamento italiano della serie animata, laddove questo sia differente e/o non sia la versione italiana di un nome mitologico (esempio Ade al posto di Hades). Molti personaggi poi possono apparire in più di una serie con ruoli diversi.
| Serie classica - Seiya di Pegasus (Pegasus) - Shiryu di Dragon (Sirio Il Dragone) - Hyoga di Cygnus (Cristal Il Cigno) - Shun di Andromeda (Andromeda) - Ikki di Phoenix (Phoenix) - Saori Kido, reincarnazione di Atena (Lady Isabel di Thule) - Saga dei Gemelli (Gemini) - Hilda di Polaris - Poseidone (Nettuno) - Kanon di Sea Dragon/dei Gemelli (Kanon del Dragone del Mare/di Gemini) - Pandora - Ade Episode G - Aiolia del Leone (Ioria del Leone) - Aiolos del Sagittario (Micene di Sagitter) - Saga dei Gemelli - Shura del Capricorno (Capricorn) - Shaka della Vergine (Virgo) - Milo dello Scorpione (Scorpio) - Camus dell'Acquario (Aquarius) - Lythos Crysalisas - Crono - Iperione il Nero - Ceo del Lampo Nero - Ponto - Gaia |  | Next Dimension - Tenma di Pegasus - Aron/Alone - Dohko di Libra - Shion di Aries - Atena/Saori Kido - Seiya di Pegasus - Shun di Andromeda - Ikki di Phoenix - Hyoga di Cygnus - Shiryu di Dragon - Artemide - Cronos - Ade - Toma - Pandora - Suikyo di Garuda/Crateris Lost Canvas - Tenma di Pegaso - Aron/Alone - Sasha (precedente reincarnazione della dea Atena) - Dohko della Bilancia (Dohko di Libra) - Sion dell'Ariete (Shin dell'Ariete) - Ade - Pandora |  | Saint Seiya Ω - Kouga di Pegasus - Soma di Lionet - Yuna di Aquila - Ryuho di Dragon - Eden di Orion - Haruto di Wolf - Aria - Mars/Ludwing - Sonia di Hornet/Scorpio - Medea - Apsu - Titan - Pallas - Subaru di Equuleus/Saturn - Saori Kido/Atena - Seiya di Sagittarius Saintia Shō - Shōko "Shō" di Equeelus - Alicia Mii Benethol/Mii di Dolphin - Kyoko di Equuleus - Katya di Corona Borealis - Ling Xiaoling di Ursa Minor - Erda di Cassiopea - Saori Kido/Atena - Eris - Ate |

## Ambientazione
Le vicende raccontate nella saga de I Cavalieri dello zodiaco avvengono principalmente alla fine del XX secolo (per la precisione fra la fine degli anni ottanta e l'inizio degli anni novanta, fanno eccezione lo spin-off The Lost Canvas e alcune parti del manga Next Dimension ambientati nel XVIII secolo), in un mondo però dove le divinità dell'antichità greche sono reali e spesso in lotta fra loro per il predominio sul pianeta. Tali battaglie (denominate spesso Guerre Sacre) avvengono attraverso ordini di guerrieri umani a loro devoti che spesso gli dei guidano in battaglia personalmente, rinascendo come umani o prendendo possesso di un uomo che giudicano essere un ricettacolo idoneo per il proprio spirito.
I protagonisti delle varie opere appartengono all'ordine di guerrieri consacrato alla dea Atena, i cui appartenenti sono detti Saint (o Cavalieri a seconda delle traduzioni) protetti dalle 88 costellazioni ufficialmente riconosciute e al fianco della loro dea (reincarnatasi in una fanciulla mortale) affrontano le divinità che vorrebbero conquistare la Terra o distruggere un'umanità che ritengono corrotta.

Le divinità e i loro seguaci sono nascosti agli occhi della gente comune, e combattono utilizzando l'energia spirituale (chiamata nella serie Cosmo), proteggendo i loro corpi con speciali armature forgiate ai tempi del mito e raffiguranti (spesso) vari esseri mitologici. Nelle singole opere sono poi apparsi vari mostri mitologici, per esempio Cerbero, dei Giganti o draghi cinesi.

Nella serie appaiono inoltre sia luoghi realmente esistenti (come la città di Tokyo in Giappone o il monte Lu in Cina), sia luoghi leggendari (come Atlantide) oppure totalmente inventati dall'autore, come i templi che fungono da quartier generale per gli eserciti delle varie divinità. Queste ultime tipologie di luoghi sono collocate o in punti nascosti del pianeta Terra oppure (come l'oltretomba) in dimensioni parallele a cui si può accedere solo grazie all'aiuto di una divinità.

## Altri media

### Cinema

#### Lungometraggi d'animazione
Sono stati prodotti in totale sei lungometraggi: i primi quattro tra il 1987 e il 1989 (durante la trasmissione della serie animata); il quinto nel 2004 (tra la prima e la seconda parte della serie di Hades); e l'ultimo nel 2014. Tutti i film hanno come protagonisti i personaggi del manga e anime anni 80.
In Italia la Yamato Video ha pubblicato i primi cinque lungometraggi con doppia traccia audio italiana (doppiaggio storico italiano degli anni novanta e doppiaggio fedele all'originale, eseguito dalla Dynamic a inizio 2000), mentre il lungometraggio in computer grafica è disponibile in blu-ray e DVD è disponibile per il mercato Italiano dal 20 maggio 2015. In Giappone i film sono stati pubblicati in vari formati tra cui VHS, DVD e Blu-Ray.
- I Cavalieri dello zodiaco - La dea della discordia: prodotto nel 1987, è il primo lungometraggio e narra le avventure dei Cavalieri di Atena contro la risvegliata dea della Discordia, Eris.
- I Cavalieri dello zodiaco - L'ardente scontro degli dei: prodotto nel 1988, vede i Cavalieri in missione nella città di Asgard, protetta dai guerrieri del dio Odino, e il nemico è l'ambizioso Sommo Sacerdote del dio nordico: Dolvar. Il film può essere considerato una prova generale della saga di Asgard, presente solo nella versione animata.
- I Cavalieri dello zodiaco - La leggenda dei guerrieri scarlatti: prodotto sempre nel 1988 per celebrare il ventesimo anniversario della rivista Shonen Jump. Il nemico è il dio Abel Phoebos, fratello di Atena.
- I Cavalieri dello zodiaco: L'ultima battaglia: prodotto nel 1989 e ha come antagonista Lucifero, il diavolo della religione cristiana.
- I Cavalieri dello zodiaco - Le porte del paradiso: prodotto nel 2004 e anticipato da una breve storia pubblicata sull'artbook Sora di Kurumada. I nemici principali sono gli dei gemelli del Sole e della Luna, Apollo e Artemide.
Il film doveva essere il primo di una trilogia, ma in seguito al poco successo nei cinema Giapponesi il progetto è stato accantonato.
- I Cavalieri dello zodiaco - La leggenda del Grande Tempio: film completamente in CGI, dal comparto grafico/tecnico simile al film in computer grafica di Capitan Harlock. Annunciato per la prima volta nel 2010 e una seconda nel 2012 (tramite una locandina e nel sito della Toei), uscito infine il 21 giugno 2014 come parte dei progetti celebrativi dei 40 anni di carriera di Kurumada. La trama è una nuova narrazione della battaglia dei cinque protagonisti alle Dodici Case della serie classica, con differenze nella trama e nel character design.[19]

#### Adattamento live action
I Cavalieri dello zodiaco (Knights of the Zodiac) è l'unico film live action tratto dalla saga, uscito in Giappone il 28 aprile del 2023, mentre in Italia il 26 giugno dello stesso anno, diretto dal regista polacco Tomasz Baginski e sceneggiato da Josh Campbell e Matt Stuecken. Annunciato da Toei Animation per la prima volta nel 2017, il film vede nel ruolo di Seiya l'attore giapponese  Mackenyu Madison Iseman in quelli di Lady Isabel/Atena, Sean Bean come Alman di Thule e Diego Tinoco in quelli dell'antagonista Nero di Phoenix.  Le riprese del film si sono svolte in Ungheria e Croazia e si sono concluse nella prima metà del 2022. Le prime immagini furono mostrate durante il San Diego Comic-Con del 2022 , mentre il teaser del film fu rilasciato il 1° dicembre successivo.

### CD

#### CD musicali
Sono stati prodotti in totale nove CD dedicati alle colonne sonore di serie animata anni ottanta e dei cinque film (otto usciti fra 1987 e 1989, e uno nel 2004), a cui s'aggiunge un CD degli oav di Lost Canvas uscito nel 2011, e anche "Saint Seiya Omega Original Soundtrack", un CD sulla serie usciti in Giappone nel 2013.

Nel 2016 per commemorare i 30 anni della serie classica viene rilasciato in Giappone un cd musicale commemorativo contenente numerosi brani e bgm del famoso anime anni 80, il cd è chiamato Saint Seiya – Song Selection.

#### CD Drama
Radiodramma pubblicati direttamente su CD:
Serie classica
- Saint Seiya - Hades: CD drama uscito nel 1989, narrante la serie di Hades. Fino all'inizio della produzione degli OAV degli anni 2000, l'unica trasposizione extra manga dell'ultima parte della storia.
- Shonenki (letteralmente Racconto di un ragazzo): pubblicato nel 1997 e che presenta una prima versione della saga dei cieli, in cui i Cavalieri (compreso Seiya, ripresosi dalla ferita inflittagli da Ade a fine manga) avvertono un cosmo minaccioso arrivare dal cielo, preparandosi a una nuova battaglia.[26] I drama del Cd sono stati cancellati da film Le porte del paradiso prima, e da Next Dimension poi, in quanto in essi Seiya è guarito dalla ferita inflittagli da Ade e si è ripreso.

Episode G
Due sono i cd drama dedicati a Episode G entrambi usciti nel 2008. Il primo fu allegato alla rivista Champion Red e il secondo con il tomo 11 edizione deluxe pubblicato con il raccoglitore per entrambi i dischi. I CD contengono una traccia ciascuna e narrano: nel primo la battaglia di Aiolia contro il gigante di pietra e nel secondo quella di Camus contro il Titano Oceano.
Lost Canvas
Il CD Drama della serie, uscito alla fine di maggio 2010, contiene la storia di Albafica dei Pesci dal titolo Albafica Gaiden Aku- Kizuna (アルバフィカ外伝～赤い絆～?). Il Cd è stato consegnato a chi inviava le prove di acquisto dei sei DVD. La storia è stata poi trasportata in manga, nel primo volume della serie Anecdotes.

### Musical
Ai Cavalieri dello zodiaco sono stati dedicati dagli SMAP due musical in Giappone (uno nel 1991 e uno nel 2002) e uno in Spagna dal gruppo teatrale Mangaku. Un secondo musical, adattamento del film La dea della discordia, è stato messo in scena in Giappone nell'estate del 2011 con il titolo di Saint Seiya - Super Musical, i cui DVD e Blu-Ray sono stati messi in vendita nell'autunno dello stesso anno.

### Altre pubblicazioni a fumetti
Oltre alla serie manga principale e spin-off, nel 2022 è iniziata la pubblicazione della bande dessinée I Cavalieri dello zodiaco - Saint Seiya: Time Odyssey disegnata e scenggiata da Jéromòme Alquié e Arnaud Dollen. L'opera si compone di cinque volumi totali (uno per ogni protagonista classico), ognuno ambientato in momento diverso della storia del manga originale. Il primo volume è stato pubblicato in Italia da star Comics nel 2022.

I personaggi de I Cavalieri dello zodiaco sono inoltre apparsi in Kurumada Suidoken Hero of Heros, un manga crossover fra tutti lavori di Kurumada, realizzato dalla mangaka Yun Kouga a partire dal 2015.

#### Artbook e riviste monografiche
Relativi ai manga
- Burning Blood: artbook celebrativo dei 23 anni di carriera di Kurumada che contiene varie immagini dei suoi manga.
- Cosmo Special: scritto da Kurumada e uscito nel 1988, contiene l'Hypermyth ossia la storia dell'origine della vita sulla Terra, della nascita delle divinità e delle varie guerre sacre combattute dagli dei fino alla battaglia contro Poseidone. Sono inoltre presenti due capitoli di Otoko Zaka, manga di Kurumada precedente ai Cavalieri.
- Sora, uscito nel 2004 insieme con Hikari e contiene la storia introduttiva del quinto film (precedentemente pubblicata sulla rivista della Shueisha Super Jump) dal titolo Tenkai-hen Josō ~ Overture, disegnata da Kurumada e colorata dallo staff dell'anime.
- Saint Seiya 30 shūnen kinen gashu - Seiiki - Sanctuary. Artbook delle illustrazioni per la celebrazione dei 30 anni del manga originale di Saint Seiya di Masami Kurumada, lanciato il 21 ottobre 2016 dall'editore Takarajimash in Giappone. Contiene numerose immagini colorate del manga, alcune scene del manga con i dialoghi, immagini di molti colpi segreti di vari personaggi, schede dei personaggi e una sezione intitolata "Heroine Meikan Seiya".[30]
- The Lost Canvas Illustrations: raccolta di illustrazioni dedicate al manga di Shiori Teshirogi. Unico artbook di un manga spin-off della serie ad essere rilasciato.[31]

Relativi alla serie animata classica
- Jump Gold Selection 1: rivista dedicata alla saga, uscito nel luglio del 1988 e coprente i primi episodi della serie, fino allo scontro coi Silver Saint. Contiene la prima delle tre side stories sceneggiate da Takao Koyama (sceneggiatore della serie animata) e illustrata da Nobuyoshi Sakasado dedicata ai personaggi di Shun e Ikki (dal titolo Nebula Chain! Il legame dei fratelli) e che racconta la battaglia dei due fratelli contro un nuovo gruppo di Black Saint.
- Jump Gold Selection 2: seconda rivista dedicata all'anime, uscito nel novembre 1988 e riguardante la storia dell'anime fino alla battaglia contro i Gold Saint al Santuario. Contiene la seconda side story (La storia segreta di Capricorn) scritta sempre da Koyama e illustrata da Shingo Araki e Michi Himeno. La storia ha come protagonista il Gold Saint Shura del Capricorno e getta luce sulle vicende relative alla morte del Grande Sacerdote di Atena Sion nella continuity della serie animata.
- Jump Gold Selection 3: terza rivista dedicata all'anime, uscito nel 1989. Contiene l'ultima storia breve (Il grande amore di Atena) scritta da Yoshiyuki Suga e illustrata dalla copia Araki/Himeno. La vicenda è dedicata al rapporto fra il protagonista Seiya di Pegasus e Saori Kido/Atena, e si svolge fra la prima e la seconda parte della serie animata.
- Hades Sanctuary: uscito nel 2003 e relativo agli OAV del Chapter Sanctuary della serie di Hades.
- Hikari: uscito nel 2004, in contemporanea con l'artbook Sora, contiene anticipazioni sul quinto film e alcune immagini dei primi concept per la serie animata degli anni ottanta e vari settei.
- Pia: uscito nel 2012 rivista pubblicata per annunciare l'uscita della nuova serie animata Saint Seiya Ω e dedicato alle varie produzioni della saga realizzate dalla Toei.
- Saint Seiya Precious Artwork: artbook commemorativo della serie animata anni 80 uscito nel 2016 in Giappone, contenente 400 illustrazioni tratte dal videogioco per cellulari.[32]

#### Anime comics
In Giappone sono stati pubblicati gli anime comic per ogni film della saga; sono stati anche stampati in Italia dalla Star Comics tra il 2000 e il 2001:
1. Anime Comics 27 (dicembre 2000): Saint Seiya - The Movie (La dea della discordia)
2. Anime Comics 29 (gennaio 2001): La sanguinosa battaglia degli dei (L'ardente scontro degli dei)
3. Anime Comics 31 (febbraio 2001): La leggenda del ragazzo del sole (La leggenda dei guerrieri scarlatti)
4. Anime Comics 33 (marzo 2001): I combattenti dell'ultima guerra sacra (L'ultima battaglia)

Nel 2006 inoltre la Toei Animation ha realizzato anche gli anime comics della serie The Hades Chapter - Inferno per celebrare i vent'anni dalla nascita della serie (1986).
Negli anni 80, la rivista francese Club Dorothèe pubblicò gli anime comics dell'intera serie classica e dei quattro film. Alcuni volumi furono invece dedicati agli episodi delle 12 case.

#### Enciclopedia
Saint Seiya Taizen (聖闘士星矢大全? lett. "Enciclopedia di Saint Seiya") è un volume enciclopedico dedicato al manga classico uscito nel 2001 e curato dal gruppo Project Seiya (ISBN 9784834216905).

#### Romanzo
I Cavalieri dello zodiaco - Gigantomachia (聖闘士星矢 GIGANTOMACHIA?, Saint Seiya Gigantomachia) è un romanzo in due volumi scritto da Tatsuya Hamazaki con la supervisione di Kurumada. La versione italiana è pubblicata da Kappa Edizioni.
La storia è ambientata dopo la prima parte del manga classico e vede contrapposti i protagonisti ai Giganti della mitologia greca guidati dal loro dio Tifone.

### Videogiochi
Tutti i videogiochi hanno come personaggi quelli della serie classica. 
- Saint Seiya: Ougon Densetsu (picchiaduro a scorrimento/gdr, 1986, per NES)
- Saint Seiya: Ougon Densetsu Kanketsu Hen (picchiaduro a scorrimento/gdr, 1988, per NES)
- Saint Paradise (gdr, 1992, per Game Boy)
- Saint Seiya: Ougon Densetsu Hen Perfect Edition (picchiaduro a scorrimento/gdr, 2003, per WonderSwan Color)
- Saint Seiya Typing Ryusei Ken (gdr/quiz, 2003, per PC)
- I Cavalieri dello zodiaco - Il Santuario (picchiaduro a incontri con personaggi dei primi 72 episodi dell'anime, inizi 2005, per console PS2)
- I Cavalieri dello zodiaco - Hades (orig.: Saint Seiya - The Hades) (picchiaduro a incontri basato sulla serie di Hades del manga anni 80, fine 2006, per console PS2);
- I Cavalieri dello zodiaco - Cronache di guerra (titolo originale Saint Seiya Senki picchiaduro in CGI sulla serie anni 80,[33] titolo internazionale: Saint Seiya Sanctuary Battle) (Action e picchiaduro a incontri basato sulla serie anni 80, uscito nel 2011 per il mercato giapponese, e nel 2012 per il mercato europeo, cinese e brasiliano, su console PS3);
- Galaxy Card Battle (videogioco di carte misto a picchiaduro sulla serie animata anni 80; uscito in Giappone nell'aprile 2012 per Smartphone);
- Saint Seiya Ω Ultimate Cosmo (videogioco Bandai sulla serie omonima uscito in autunno del 2012 per il mercato giapponese, per console PSP);[34]
- Saint Seiya Online - MMORPG ufficiale, prodotto da SEGA e Perfect World per il mercato cinese è stato pubblicato il 16 maggio 2013.
- Saint Seiya: Brave Soldiers picchiaduro sulla serie anni 80 prodotto da Dimps e pubblicato da Namco Bandai uscito in autunno 2013 per il mercato Giapponese ed Europeo, esclusivamente per console PlayStation 3.
- Saint Seiya Cosmo Slottle (videogioco sulla serie anni 80 di Nanco/Bandai, che mescola elementi RPG e cards games, uscito in Giappone all'inizio del 2014 per cellulari);
- Saint Seiya Legend of Sanctuary (puzzle games per cellulari, uscito nel corso del 2014 basato sul film in CG);
- Saint Seiya Soldier's Souls (videogioco picchiaduro in CGI per Ps3, Ps4 e PC, contiene tutte le 4 saghe dell'anime classico anni 80 con relativi personaggi e introduce corazze tratte da Soul of Gold, uscito nel 2015-16);
- Saint Seiya: Galaxy Spirits, videogioco per cellulari android con i personaggi della serie classica uscito in Maggio 2019 per Android devices;[35]
- Saint Seiya: Awakening (realizzato da Saint Seiya Tencent), J-RPVG per smartphone con tutti i personaggi della serie classica, uscito nel Giugno 2019.[36]

I personaggi della serie classica dei Cavalieri sono poi apparsi nei videogame:
- Famicom Jump: Eiyū Retsuden (Famicom, 1989);
- Pop'n Music Animation Melody (Arcade, PlayStation, Game Boy Color, 2000);
- Pop'n Music Animelo 2 (Arcade, 2001);
- Jump Ultimate Stars (Nintendo DS, 2006);
- J-Stars Victory Vs (Il personaggio della serie classica Pegasus Seiya è nel roster di questo videogioco PlayStation 3, 2014);
- Jump Force (I personaggi della serie classica Pegasus Seiya e Dragon Shiryu sono nel roster di questo videogioco Bandai Namco PS4, XB1, PC, 2019).[37]

## Merchandising
Durante gli anni sono stati realizzati numerosi prodotti di merchandisng dedicato soprattutto alle "serie classica" de I Cavalieri dello zodiaco, ed anche poche cose sui relativi spin off post anni 2000 tra cui Episode G, The Lost Canvas e Saint Seiya Ω.
Tra il 2011 e il 2017 sono state prodotte tre serie di pachinko e pachislot usciti in tutto il Giappone, contenenti sequenze animate della "serie classica" realizzate per l'occasione.
Negli anni 90 sulla "serie classica" in Italia la Giochi Preziosi ha distribuito anche trading cards, magliette, prodotti per la scuola e i vari modellini, mentre la Bandai ha commercializzato nel mondo vari videogames dedicati alla "serie classica" anche per PS2, PS3, PS4, computer e cellulari.

### Modellismo
I personaggi dei Cavalieri dello zodiaco sono stati protagonisti di numerose serie di modellismo e action figures nel corso degli anni riferiti soprattutto sui personaggi della serie classica. Esempio: La serie classica di questi modellini, chiamata Die Cast e prodotta all'inizio degli anni novanta, ha riprodotto numerosi personaggi della serie, ed è stata poi riproposta in parte in Italia dalla Giochi Preziosi nel 2001 in qualità più scadente (meno dettagli, più parti in plastica e non in metallo, elevato numero di pezzi difettosi) e solo successivamente con la vecchia qualità nel 2008.

Un altro tipo di modellini sono quelli della serie Myth Cloth, molto più accurati e fedeli e talvolta in tirature limitate, sono tuttora in commercio con un costo che varia dai 90 ai 300 euro a seconda del personaggio. Attualmente la serie conta centinaia di uscite tratte dalle varie produzioni animate del brand, anche sé la maggior parte dei personaggi dei modellini sono riferiti soprattutto alla "serie classica".
A partire dal 2002 sono state messe in commercio anche le statuette gashapon in PVC dei personaggi della "serie animata classica", a cui si sono aggiunti quelli del quinto film nel 2004, per un totale di 34 pezzi.

Una seconda serie di modellini PVC sempre sulla "serie classica" è stata commercializzata nel 2008.
Inoltre, sempre ancora sui personaggi della "serie classica" anni 80 sono state prodotte da Bandai altre linee di modellini nel corso degli anni di diverse dimensioni, materiali e prezzi, chiamate: D.D. Panoramation (2017), Saint Seiya Daizenshuu (2015), Saint Seiya Revival (2019).

## Adattamento italiano
Il titolo italiano della serie deriva da quello dato alla serie TV in Francia (primo paese a trasmettere la serie fuori dall'Asia nel 1988): Les Chevaliers du Zodiaque. Di conseguenza, i vari titoli occidentali sono traduzioni di quello francese (Los Caballeros del Zodiaco in Spagna e nei paesi ispano-americani, Os Cavaleiros do Zodíaco in Brasile e Portogallo, Knights of the Zodiac nei paesi anglofoni).
Gli adattamenti in lingua italiana delle varie opere presentano sostanziali differenze l'uno con l'altro, a causa dei diversi editori e traduttori che si sono succeduti. Il caso più noto è quello della serie animata, arrivata in un periodo in cui la rimozione dei riferimenti a culture extra-europee e il cambio di nome dei vari personaggi era la norma. Le traduzioni dei manga hanno sempre avuto un adattamento più fedele, seppur con qualche differenza nell'adattamento dei nomi degli ordini dei guerrieri e dei tipi di armature, che in originale sono espressi con il rubi o furigana; tecnica che consente agli autori di giocare con la pronuncia degli ideogrammi, alterandone così la pronuncia con un termine inglese.
Un esempio di ciò lo si ha nell'adattamento del termine inglese Saint, usato per indicare i guerrieri di Atena: in originale il termine è il rubi degli ideogrammi della parola giapponese seitoshi, che significa "Sacro Guerriero". In Italia (così come negli altri paesi europei) si è principalmente optato per usare la parola Cavaliere al posto di Saint o Sacro Guerriero, in quanto il termine nell'immaginario collettivo è strettamente collegato all'idea di uomini in armatura che lottano per un ideale (si pensi ai Cavalieri della Tavola Rotonda). In quest'ottica è da segnalare che nell'adattamento della prima edizione italiana del manga, edita da Granata Press, si optò per l'espressione Santo Cavaliere.
L'adattamento italiano si distingue anche per il registro medio/alto che si è deciso di adottare nella serie.

## Accoglienza
La fama de I Cavalieri dello zodiaco è legata alla serie animata prodotta dalla Toei Animation, considerata come uno dei grandissimi successi anime degli anni ottanta e vincitrice del premio Animage nel 1987, a soli pochi episodi dalla messa in onda. Il manga ha influenzato molti anime e manga successivi, sia come concept (si pensi alle serie anime I Cinque Samurai e Shurato, uscite in Giappone sull'onda della serie televisiva classica e che riprendono il format di ragazzi che indossano armature mistiche), sia come personaggi e tecniche (è il caso di Bleach, il cui autore Tite Kubo, ha ammesso di aver preso spunto dai Cavalieri per la ideazione di armi e tecniche della sua opera), oppure opere come Guyer e altre opere meno conosciute, oltre che opere come B't X o Silent Knight Shō e anime/manga come Gullkeeva o Gundam Wing.

Negli anni ottanta Saint Seiya era considerato l'unico rivale in grado di competere con la serie Dragon Ball in quanto a audience e merchandising.
Varie citazioni dell'opera e camei dei suoi personaggi più famosi sono presenti sia in diverse serie animate e manga (da School Rumble, Full Metal Panic? Fumoffu, Proteggi la mia terra) sia in opere occidentali ma anche videogiochi; una fra tutte il film Scontro tra titani del 2011, il cui regista, Louis Leterrier, ha ammesso di essersi ispirato al manga originale dei Cavalieri per il design delle armature indossate dalle divinità, cosa che portò ad affidare la realizzazione di alcuni poster promozionali del film per il Giappone a Kurumada.

Il successo della serie ha portato alla creazione in tutto il mondo di forum, blog, fanfiction, siti web a essa dedicati.